# Jan Semmelink
Jan Semmelink (Zutphen, 8 juni 1837 – Den Haag, 7 augustus 1912) was een Nederlands dirigerend officier van gezondheid tweede klasse van het Indische leger en ridder in de Militaire Willems-Orde.

## Loopbaan
Semmelink volgde de Rijkskweekschool voor Militaire Geneeskundigen (vanaf 1855) en werd in 1859 benoemd tot officier van gezondheid derde klasse bij het personeel van de geneeskundige dienst in Oost-Indië. Hij vertrok op 2 oktober van dat jaar per Zephir naar Oost-Indië, waar hij in april 1860 bij het groot militair hospitaal te Amboina werd geplaatst. In de maanden september, oktober, november en december 1860 nam hij deel aan de expeditie van de zee- en landmacht naar de kust van Ceram. Hij werd voor zijn verrichtingen aldaar bij Koninklijk Besluit van 3 oktober 1861 nummer 82 benoemd tot ridder in de Militaire Willems-Orde: tot beloning van diegenen van de zee- en landmacht in Nederlands-Indië die zich hebben onderscheiden bij de expeditie op de Zuid- en Noordkust van Ceram in de maanden september-december 1860. Semmelink werd in september 1861 overgeplaatst bij de civiele en militaire geneeskundige dienst te Larentuka en werd op 30 november 1863 bevorderd tot officier van gezondheid der tweede klasse, ter beschikking gesteld te Batavia. Hij werd vervolgens overgeplaatst van de geneeskundige dienst te Beroeki naar de geneeskundige dienst in de Zuider- en Oosterafdeling van Borneo in oktober 1865.
Semmelink werd in juli 1869 in het garnizoen te Wonosobo geplaatst, benoemd tot officier van gezondheid eerste klasse en verkreeg een tweejarig verlof naar Nederland. Hij nam in 1873 deel aan de eerste expeditie naar Atjeh en was dus gerechtigd tot het dragen van het Ereteken voor Belangrijke Krijgsbedrijven met de gesp Atjeh 1873-1874 (en de Atjeh-medaille). Hij schreef in deze tijd een gedeelte van het boek Voeding van zuigelingen door Van der Stok (1877). In april 1878 verkreeg hij wegens ziekte een tweejarig verlof naar Nederland en aldaar ontving hij een zilveren medaille, ingesteld bij Koninklijk Besluit van 5 mei 1877, als blijk van erkentelijkheid en goedkeuring wegens door hem betoonde belangstelling in de rijksverzamelingen van wetenschap en kunst, door het aanbieden van belangrijke geschenken aan het Rijksmuseum van Oudheden, het Rijks Etnografisch Museum of het Rijksmuseum van Natuurlijke Historie, allen in Leiden. Semmelink vertrok in oktober 1880 terug naar Batavia met het stoomschip Conrad, waar hij geplaatst werd bij de geneeskundige dienst van de Molukse eilanden, bevorderd tot dirigerend officier van gezondheid tweede klasse (november 1880) en in december van genoemd jaar overgeplaatst werd naar Soerabaja. Het jaar daarop werd hij overgeplaatst naar Batavia en in december 1883 eervol ontslagen uit de dienst wegens volbrachte diensttijd. Hij vertrok datzelfde jaar terug naar Nederland met de Prins Frederik, vestigde zich te Den Haag, werd aldaar lid van het Koninklijk Instituut voor de Taal- Land- en Volkenkunde van Nederlands-Indië (1883) en vestigde zich als arts. Hij overleed in 1912 en werd begraven op Nieuw Eik en Duinen. Semmelink publiceerde in 1885 een artikel over de De geschiedenis der cholera in Oost-Indië vóór 1817. Tijdens zijn werk in Nederlands-Indië verzamelde hij het nodige levend materiaal. Veel hiervan kwam in Nederlandse Musea terecht. Er werden twee diersoorten naar hem vernoemd: de Oliva semmelinki, een soort zeeslak behorende bij de Olividae en de Palaemon semmelinki, een soort garnaal behorende bij de Palaemonidae.